# Megingaud von Würzburg

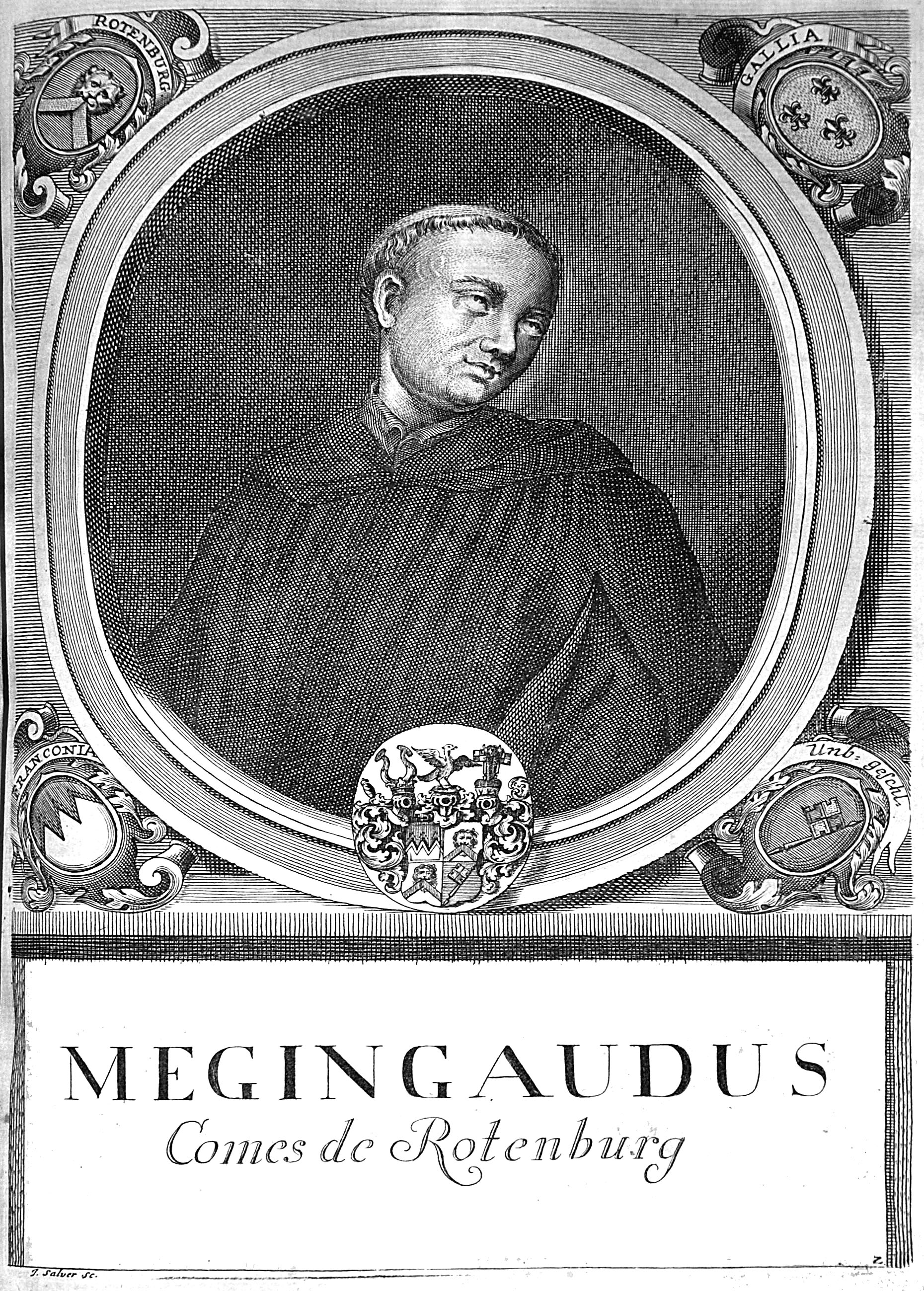
Kupferstich des Würzburger Hof – und Universitätskupferstechers Johann Salver (* 1670 in Forchheim; † 1738) aus der Serie mit Würzburger Fürstbischöfen

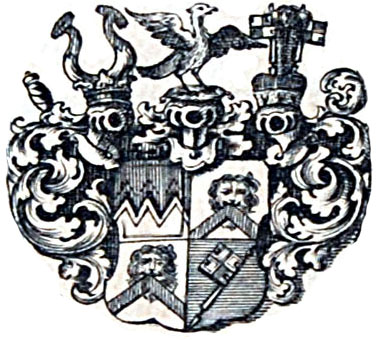
Historisierende Wappendarstellung aus dem 18. Jahrhundert

Megingaud oder Megingoz und latinisiert Megingaudus oder Megingotus (* 710 in Franken; † 783 in Neustadt am Main) war nach Burkard der zweite Bischof von Würzburg (von Februar 754 bis Anfang 769). Er gehörte der begüterten ostfränkischen Familie der Mattonen an und war laut Lorenz Fries Graf zu Rothenburg ob der Tauber. In Neustadt am Main gründete er als zweiter Abt die zweite Abtei.

## Leben
Megingaud gilt als Schüler des hl. Bonifatius und ist 738 als Mönch und Diakon im hessischen Kloster Frideslar erwähnt, das von Bonifatius gegründet wurde. Dort waren ihm die geistliche Betreuung der Klosterinsassen und der Unterricht in der Klosterschule anvertraut. Dort machte er auch sicher die Bekanntschaft von Lullus, dem späteren ersten Erzbischof von Mainz, und von Sturmius, dem Gründer der Abtei Fulda.
Anfang 742 wurde Megingaud von Burkard als Abt in der Klosterzelle der „Alten Statt“ im Tal von Rorlach/Rorinlacha eingesetzt. Bonifatius kannte Megingaud schon aus seiner Zeit in Fritzlar.
Als Burkard im Jahre 754 als Bischof von Würzburg abdankte, wurde Megingaud von König Pippin dem Jüngeren (dem III.) zum Bischof von Würzburg ernannt und von Bonifatius zum zweiten Bischof von Würzburg geweiht. Wie sein Vorgänger Burkard nahm Megingaud regen Anteil an den Geschäften des fränkischen Reiches und war deshalb oft unterwegs auf Reichsversammlungen und Synoden. Im Jahre 755 weihte er die Krypta des Neumünsters in Würzburg. 757 nahm er (erwähnt als Mangaudus) am Konzil in Compiègne teil. 762 wird er (als Megingaudus) bei der Dotation des Klosters Prüm erwähnt. 765 nahm er (erwähnt als Megingozus) an der Synode zu Attigny teil.
Größtes Interesse hatte Megingaud an Theologie und praktischer Seelsorge, wie drei erhaltene Briefe an Erzbischof Lullus von Mainz zeigen. Auf Megingauds und Lullus' Anregung geht die älteste Lebensbeschreibung des hl. Bonifatius (Vita St. Bonifatii auctore Willibaldo) zurück, die um 760 von Willibald von Mainz geschrieben wurde.
769 (oder 768) verzichtete Megingaud auf sein Bischofsamt, zog sich mit einigen Mönchen an den Ort Rorlach/Rorinlacha zurück und gründete danach ein neues Benediktinerkloster an der „neuen Statt“, dem heutigen Neustadt am Main.
Sein Nachfolger in Würzburg, Berowelf, der Megingaud bis zu seinem Tode belästigte, schickte ihm laut der Vita Burkardi später 50 Glaubensbrüder und Anhänger nach Neustadt nach. Wahrscheinlich spielte die geplante Sachsenmissionierung Karls des Großen eine Rolle. Karl begann mit den Gebietseroberungen in Sachsen im Jahre 772, nachdem sein Bruder Karlmann im Dezember 771 gestorben war. Karl der Große schickte sicher die 50 Mönche von Würzburg nach Neustadt, denn er brauchte sie als Missionare und für sie ein Ausbildungszentrum, und eines davon war das Kloster Neustadt.
Mai 772: Urkunde Karls des Großen an das Kloster Neustadt am Main, Abt Megingaud, mit dem Inhalt: Königsschutz und Immunität (nach Heinrich Wagner).
1. September 774: Weihe der Nazariusbasilika in Lorsch durch den Mainzer Bischof Lul. Karl der Große wohnte bei, machte Halt auf seinem Weg von Rom nach Fritzlar. Neben Megingaud, nicht dem damaligen Würzburger Bischof Berowelf, assistierte die geistliche Elite der Zeit: Weomad von Trier und das Haupt der Hofgeistlichkeit, Bischof Angilramn von Metz.
August 781: Urkunde Karls des Großen an Kloster Neustadt, Abt Megingaud, mit dem Inhalt: Besitzbestätigung der Klostermark (nach Heinrich Wagner).
22. August 781: Weihe der karolingischen Klosteranlage mit der Abteikirche Peter und Paul an der „neuen Stätte“ (Nivenstat, Nuovenstatt). Neben Karl dem Großen sollen auch die Bischöfe Willibald von Eichstätt und Lullus von Mainz teilgenommen haben.
Nach seinem Tode am 26. September 783 (nicht 794 oder 796) wurde Megingaud zuerst in Neustadt bestattet. Später wurde sein Sarg nach Würzburg in den Salvator-Dom, die spätere Neumünsterkirche, gebracht. Der Sarkophag, der im 14. Jahrhundert unter der Stiege der Orgel gestanden haben soll, soll 1711 in die Kiliansgruft überführt worden sein. Heute befindet sich nur der Deckel des Sarkophag in der Westkrypta der Neumünsterkirche. Der Boden und die Seitenteile sind nicht Original. Alles wurde grau übermalt. Man kann davon ausgehen, dass der Sarg in Neustadt hergestellt wurde (Lit.: Herrmann, 1986).

## Grabinschrift
Die Versinschrift (in Distichen) auf der Sargplatte von Bischof Megingaud ist die älteste erhaltene Monumentalinschrift Frankens nach der Römerzeit.

### Lateinischer Text
PRAESVLIS HIC TEGITVR FAMOSI CESPITE CORPVS

TERRAM TERRA TENET SPIRITVS ASTRA PETIT

MAGINGODVS IN HAC ANTESTIS SORTE SECVNDUS

EXSTITIT ATQVE PIO PROMPTVS IN OFFICIO

SANCTUS ET HVNC QVONDAM BONIFATIVS ARCIS HONOREM

PERDVXIT SACRO CONSTITVITQVE GRADV

VIXIT IN HOC MUNDO CASTVS SINE CRIMINE VATES

GAVDENS CVM CHRISTO PRAEMIA CARPIT OVANS

OBIIT EPISCOPVS MAGINGODVS . VI KALENDAS OCTOBRIS ..

### Übersetzung
(Lit.: Herrmann, 1986)
| Hier bedeckt der Rasen den Leib des berühmten Prälaten                | (Prälat = Abt + Bischof)                         |
| Staub kehrt wieder zum Staub, Sternengefild sucht der Geist.          |                                                  |
| Megingoz war in diesem Lose des Leiters der zweite,                   | (2. Abt in Neustadt am Main, 1. Abt war Burkard) |
| und in dem frommen Amt wirkte er willig und gern.                     |                                                  |
| Führte ihn doch zu der Ehre der Burg Bonifatius selber,               | (Bonifatius weiht Megingaud)                     |
| setzte ihn damals ein in den geheiligten Stand.                       |                                                  |
| In dieser Welt hat er rein als Prophet gelebt, ohne Fehler;           | (Anspielung auf Berowelf)                        |
| Da er mit Christus (sich freut), erntet er jubelnd den Lohn.          |                                                  |
| Bischof Megingoz ist gestorben am 6. Tag vor den Kalenden des Oktober | (= 26. September)                                |

## Lobspruch Mainguts
Aus Bischöfe von Würzburg, verfasst von Magister Lorenz Fries, Geheimschreiber von 3 Würzburger Fürstbischöfen. Aus urkundlichen Quellen um das Jahr 1546 niedergeschrieben.
Bischof Mainguet

Der edel Fruet (Fürst)

Hat gar kein Muet

Auf zeitlich Ehr',

Dann er betracht,

Die weltlich Pracht

Ihn ganz mit Macht

Von Gottes Lehr'

Möcht' ziehen ab,

Darum er gab

Sein Stand und Hab

In andere Händ'

Und sucht gar schnell

Sein' alte Zell'

Darin er grell

Beschloß sein End.